# Бруцела
Бруцела (Brucella) — рід бактерій, названо на честь шотландського військового лікаря Д. Брюса, який першим виділив і описав бруцелу на Мальті в 1886 р.

## Морфологічні особливості
Бруцели — дрібні нерухомі поліморфні мікроорганізми; у препараті вони можуть виявлятися у формі дрібних коків, паличок, диплококів. Розміри їх — 0,3-0,5-2,5 мкм. Малі розміри і найчастіша кокоподібна форма обумовили й назву бруцел — мікрококи. Бруцели добре фарбуються аніліновими барвниками, грамнегативні. Налічується 10 видів бруцел, з яких 7 — Brucella melitensis (козяча/мальтійська), Brucella abortus bovis (бичача), Brucella abortus suis (свиняча) і Brucella canis (собача), Br. pinnipedialis (китяча), Br. ceti (тюленяча) і Br. inopinata здатні спричинити хворобу у людини — бруцельоз.

## Культуральні особливості
З метою виділення культури бруцел використовують кров'яний або сироватковий агар, м'ясопептонне середовище тощо. Оптимум росту — температура 34-37°С, pН 6,6-7,2, сприятливо впливає наявність 5-10% діоксиду вуглецю в атмосфері росту. Ростуть бруцели повільно, іноді їхній ріст можна виявити лише на 3-4-у тижні. При посіві на тверді поживні середовища утворюється 2 види колоній: S — круглі, опуклі, до 0,5-3 мм у діаметрі, мутнуваті, гладенькі, з перламутровим блиском і R — шорсткуваті, спочатку прозорі, а потім мутні. R-колонії утворюються в процесі дисоціації за зміни умов, в яких відбувається ріст збудників. При вирощуванні в бульйоні він каламутніє. Крім типових варіантів клітин (S), бруцели можуть утворювати різні змінені форми, у тому числі L-форми, найваріабільніші, що, як вважають, сприяє тривалому перебігу і хронізації хвороби.
Біохімічно — це малоактивні організми: вони не продукують протеолітичні ферменти, мають слабку цукролітичну активність. Але бруцели різних видів усе-таки розрізняються між собою за біохімічними властивостями, що використовується для їхньої ідентифікації. У бруцел дуже висока гіалуронідазна активність, що є одним з чинників, які забезпечують проникнення збудників в органи і тканини, зокрема навіть через мікроскопічно ушкоджену шкіру і слизові оболонки («чинник поширення»); мають вони й ендотоксин. В організмі зараженої людини бруцели розмножуються внутрішньоклітинно, навіть у фагоцитах, завдяки здатності утворювати чинники, які пригнічують фагоцитарну активність клітини. Особливістю бруцел, яка істотно обтяжує перебіг хвороби й погіршує прогноз, є виразна алергогенна здатність.

## Антигенна структура
Бруцели мають доволі складний антигенний склад. У складі S-ліпополіцукриду (S-LPS) стінки бактерій, який виконує функцію ендотоксину, виділяють два основних антигени, що є й чинниками вірулентності: А-антиген (переважає в Br. abortus і Br. suis) та M-антиген (переважає в Br. melitensis). За своєю структурою вони подібні до деяких антигенів збудників туляремії, холери, сальмонельозу, єрсиній, а також з E. coli О-116, що може бути причиною псевдопозитивних реакцій при проведенні серологічних досліджень.
Бруцели кожного виду мають у своєму складі ще біотипи: Br. melitensis — 3, Br.abortus — 9, Br. suis — 5. Ступінь гомологічності між біотипами в межах кожного виду дуже велика, тому істотного значення для практики клініциста це не має, а от епідеміологам може допомогти в уточненні розташування осередку зараження. Окремі види бруцелл відрізняються за ступенем вірулентності — найбільша притаманна Br. melitensis, найменша — Br. abortus; Br. suis займає проміжне положення. Але є дані, що в межах одного виду виявляються розходження за ступенем вірулентності між біотипами.
Патогенність бруцел для різних тварин неоднакова: Br. melitensis уражають переважно кіз, Br. suis — свиней, Br. abortus — велику рогату худобу. Але така адаптація до певних видів тварин не є абсолютною: Br. abortus можуть, наприклад, інфікувати свиней, а Br. suis — велику рогату худобу. Високочутливі до зараження усіма видами бруцел морські свинки, білі миші й пацюки. Бруцела має високу патогенність, здатна проникати до організму людини навіть через мікроскопічно пошкоджену слизову оболонку ротоглотки, кон'юнктиви та шкіру.

## Стійкість
Бруцели досить стійкі в зовнішньому середовищі. Вони добре переносять низькі температури, перебування в ґрунті та воді (у вологому ґрунті зберігаються до 2-3 міс, у водоймах — до 3 міс). Особливе значення має здатність виживати в молочних продуктах протягом усього періоду, необхідного для їхньої реалізації, навіть у бринзі вони можуть зберігати життєздатність до 60 днів. На вовні овець і каракулевих шкурок бруцели виживають 2-3 міс, у сирому м'ясі — до 3 міс.
Кип'ятіння знищує бруцел миттєво, прогрівання у рідкому середовищі до температури 60 °С — лише за 30 хв. Пастеризація молока при 80—90 °С викликає їхню загибель за 5 хв. А от при сухому прогріванні навіть при 90—95 °С вони гинуть лише за годину. Швидко гинуть у кислому середовищі, тому шлунковий сік ефективно вбиває бруцел. Вони чутливі до дезінфікуючих розчинів: за кілька хвилин вони гинуть у 0,1% розчині хлораміну і 0,5% розчині лізолу.